# Graeme McDowell
Graeme McDowell (født 30. juli 1979 i Portrush, Nordirland) er en nordirsk golfspiller, der (pr. september 2010) står noteret for seks sejre gennem sin professionelle karriere. Hans bedste resultat i en Major-turnering er hans overraskende sejr ved US Open i 2010.